# Zdzisław Banaszczyk
Zdzisław Banaszczyk (ur. 19 czerwca 1929 w Nowych Chojnach, zm. 18 kwietnia 1994 w Łodzi) – urzędnik, łódzki turysta i krajoznawca.
Przed 1939 rodzice przenieśli się do Łodzi. W okresie hitlerowskiej okupacji, mając 14 lat, sam musiał troszczyć się o swój byt, gdyż matkę wywieziono na roboty do Niemiec, a ojciec został aresztowany. Po wyzwoleniu mieszkali sami z matką. Po ukończeniu w 1948 Miejskiego Gimnazjum w Łodzi, a w 1951 kursu bibliotekarskiego rozpoczął pracę w Prezydium Rady Narodowej m. Łodzi II Oddział Finansowy. Od 1960 aż do przejścia na emeryturę w 1989 pracował w Miejskiej Bibliotece Publicznej im. L. Waryńskiego w Łodzi (obecnie Wojewódzka i Miejska Biblioteka Publiczna im. marsz. Józefa Piłsudskiego w Łodzi).
Do PTTK wstąpił w 1958. Był działaczem turystyki pieszej związanym z kołem turystycznym niewidomych. Od 1963 przodownik TP.
W 1965 zdobył dużą srebrną odznakę turystyki pieszej OTP. Od 1985 aż do śmierci pełnił funkcję sekretarza Komisji Historii i Tradycji Oddziału Łódzkiego PTTK.
Od 1958 był członkiem Klubu Turystów Pieszych „Bąbelki” w Gdańsku. Był członkiem Katolickiej Wspólnoty Niepełnosprawnych „Serce”.
W latach 1982–1985 był członkiem Zarządu Oddziału PTTK Łódź – Polesie.

## Odznaczenia
Odznaczony:
- Złotym Krzyżem Zasługi (1985),
- Honorową Odznaką Miasta Łodzi (1986),
- Złotą Honorową Odznaką PTTK (1976),
- Srebrną Odznaką „Zasłużony Działacz Turystyki” (1978),
- Złotą Honorową Odznaką Polskiego Związku Niewidomych.

Zmarł 18 kwietnia 1994. Spoczywa na cmentarzu Doły w Łodzi.